# کالکشن ۲
کالکشن ۲ (به انگلیسی: CollXtion II) نخستین آلبوم استودیویی از خواننده-ترانه‌پرداز کانادایی الی ایکس می‌باشد که در ۹ ژوئن سال ۲۰۱۷ به‌عنوان دنبالهٔ آلبوم چندآهنگهٔ ۲۰۱۵ وی تحت عنوان کالکشن ۱ منتشر گردید.